# Joseph-François Vachon-Imbert
Pour les articles homonymes, voir Vachon.
Joseph-François Vachon, dit Thélis Vachon-Imbert, est un homme politique français né le 14 février 1772 à Lyon (Rhône) et décédé le 30 juillet 1857 dans le 1er arrondissement de Lyon.

## Biographie
Joseph-François Vachon est le fils d'Étienne Vachon, négociant, et de Laurence Charlotte Mathon de Fogères. Il suit également la carrière du négoce.
Pendant le siège de Lyon en 1793, il combat dans la compagnie de M. Régny, dans les rangs des insurgés sous le commandement du général comte de Précy. Il perd deux de ses frères dans les violents combats de la chaussée Perrache. À la chute de Lyon, il parvient à quitter la ville, échappant aux représailles des représentants de la Convention, dont plusieurs de ses parents seront victimes.
C'est lorsqu'il épouse Catherine Imbert, nièce de Jacques Imbert-Colomès, le 13 mai 1796, qu'il adjoint à son nom celui de sa femme, pour le relever.
Négociant et membre de la chambre de commerce de Lyon, il est député du Rhône de 1830 à 1831, siégeant dans la majorité soutenant la Monarchie de Juillet. Nommé par le roi premier adjoint du maire de Lyon Rambaud en 1821, il aura souvent à présider les réunions du conseil lors des absences répétées du maire Prunelle dans les années 1830.

## Décorations
- Légion d'honneur :
  - Chevalier - 7 mars 1831 ;
  - Officier - 31 décembre 1833 ;
  - Commandeur - 1er mai 1834.
- Décoration du Lys

## Postérité
Thélis Vachon, capitaine chef d'escadrille et héros de la Première Guerre mondiale, est son descendant.

## Sources
- « Dictionnaire des parlementaires français de 1789 à 1889 (Adolphe Robert, Edgar Bourloton et Gaston Cougny) », sur gallica BNF (consulté le 4 janvier 2014)
- Souvenirs d'un grenadier de la compagnie du Griffon pendant le siège de Lyon, Jean-Aimé-Ange Régny.
- Procès-Verbal de la seconde installation de M. le Baron Rambaud, continué dans les fonctions de maire de la ville de Lyon, sur google books (consulté le 29 juin 2014)